# .mc
.mc je internetová národní doména nejvyššího řádu pro Monako (podle ISO 3166-2:MC).

## Domény druhého řádu
Registrace se provádějí přímo na druhý řád nebo pod těmito doménami:
- .tm.mc: registrované ochranné známky (registrované v Monaku nebo mezinárodně u WIPO)
- .asso.mc: asociace (musí být registrované v Monaku)

Domény druhého řádu vyžadují registraci firmy v Monaku.